# Dipartimento di Santa Bárbara
Il dipartimento di Santa Bárbara è un dipartimento dell'Honduras occidentale avente come capoluogo Santa Bárbara.
Il dipartimento di Santa Bárbara comprende 28 comuni:
- Arada
- Atima
- Azacualpa
- Ceguaca
- Chinda
- Concepción del Norte
- Concepción del Sur
- El Níspero
- Gualala
- Ilama
- Las Vegas
- Macuelizo
- Naranjito
- Nueva Frontera

- Nuevo Celilac
- Petoa
- Protección
- Quimistán
- San Francisco de Ojuera
- San José de Colinas
- San Luis
- San Marcos
- San Nicolás
- San Pedro Zacapa
- San Vicente Centenario
- Santa Bárbara
- Santa Rita
- Trinidad